# Egypt Post
Egypt National Post Organization, alias Egypt Post (EP), (égyptien: البريد المصرى El-Barid el-Maṣri), est l’opérateur public du service postal en Égypte. Fondée en 1865, elle est une des plus anciennes et plus honorables institutions du pays.

## Réglementation
En 1957, par la résolution 170, le Président de la République créé l’Egyptian Post Authority, Autorité postale égyptienne. Selon la loi 19/1982 sur le domaine postal, l'Autorité a un pouvoir indépendant et un budget annexé au budget général de l'État. Elle a une indépendance administrative et financière. En vertu de la loi, elle ne doit pas être subordonnée à un organisme gouvernemental.

## Activités
La poste égyptienne assure quatre domaines d’activités (quadruple service) :
- Services gouvernementaux, dont le service des pensions;
- Services sociaux, protection des consommateurs, maternité et enfance;
- Services postaux;
- Services financiers[1].

Le service postal universel comprend les services suivants:
- Articles de poste aux lettres jusqu'à 2 kg;
- Livres, journaux, périodiques;
- Colis jusqu'à 20 kg;
- Services supplémentaires: services enregistrés, assurés et express;
- Paiement des pension, services publics;
- Virement bancaire, ouverture de compte courant[2].